# Kimpur
Kimpur románul: Câmpuri de Sus, falu Romániában, Erdélyben, Hunyad megyében.

## Fekvése
Marosillyétől nyugatra, Kimpényszurduk, Bradacel és Runksor közt fekvő település.

## Története
A trianoni békeszerződés előtt Hunyad vármegye Marosillyei járásához tartozott.
1910-ben 420 lakosából 9 magyar, 411 román volt. Ebből 411 görögkeleti ortodox, 9 izraelita volt.

## Források

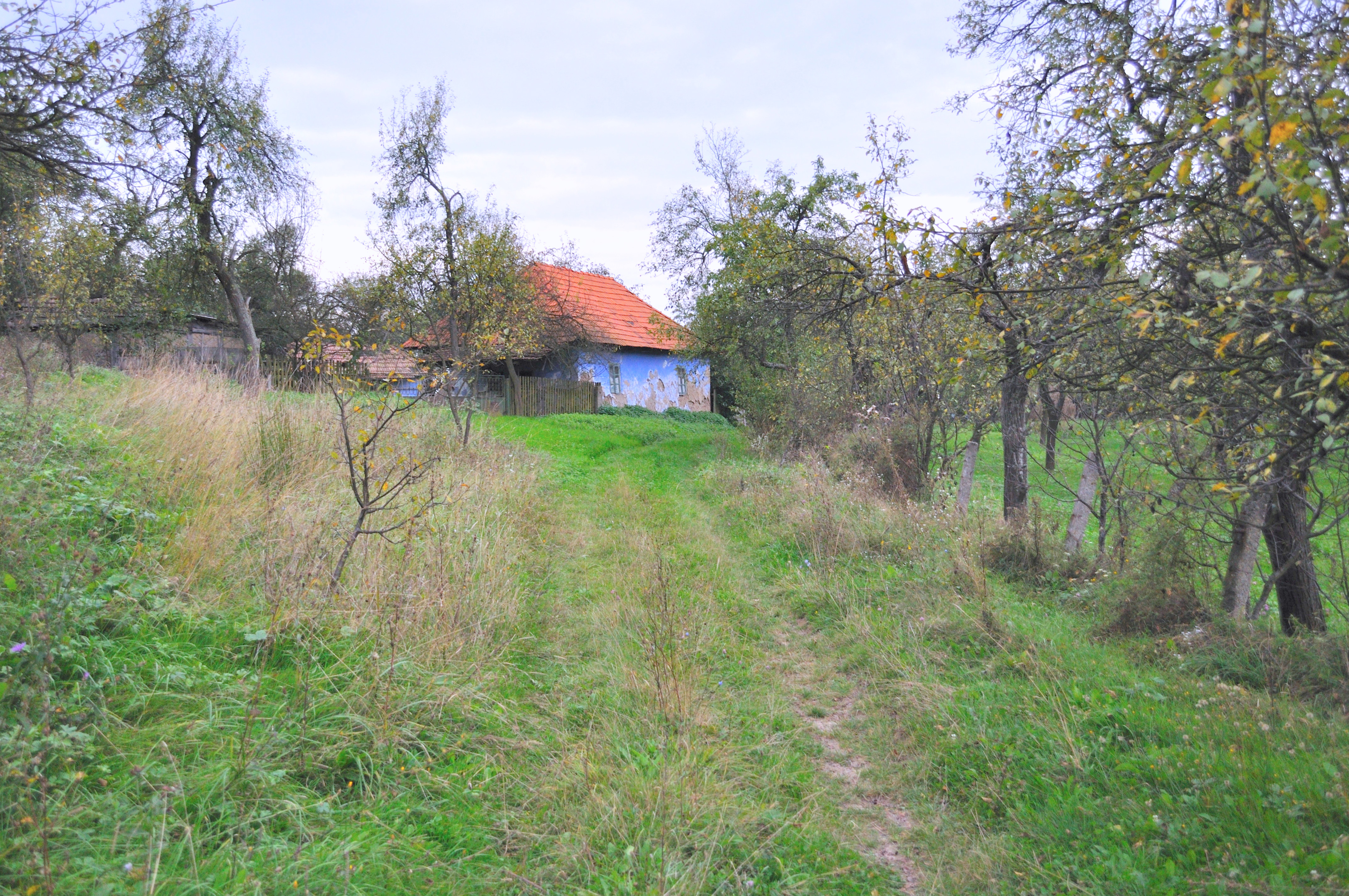
Kimpur látképe
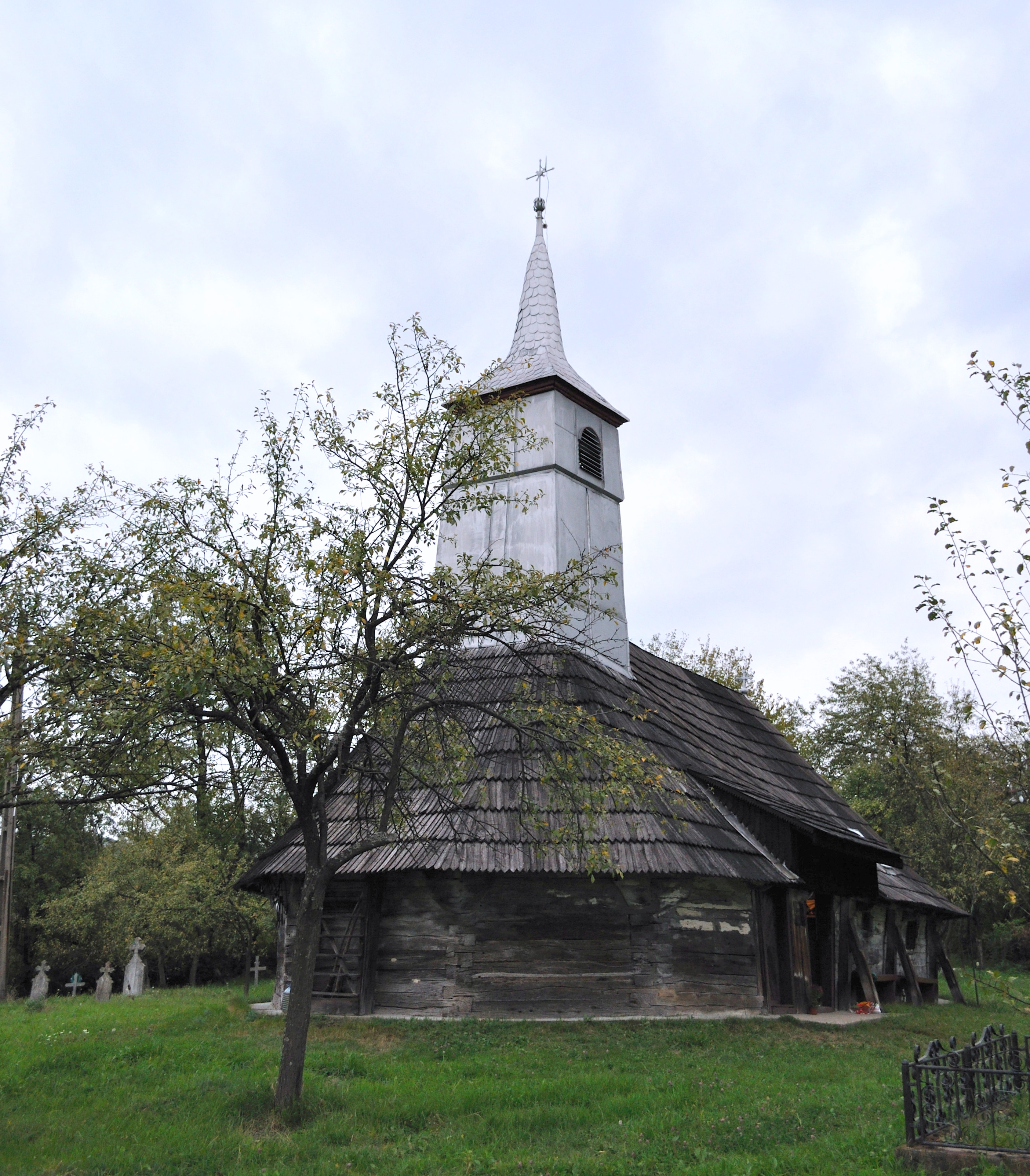
Kimpur, görögkeleti ortodox fatemploma
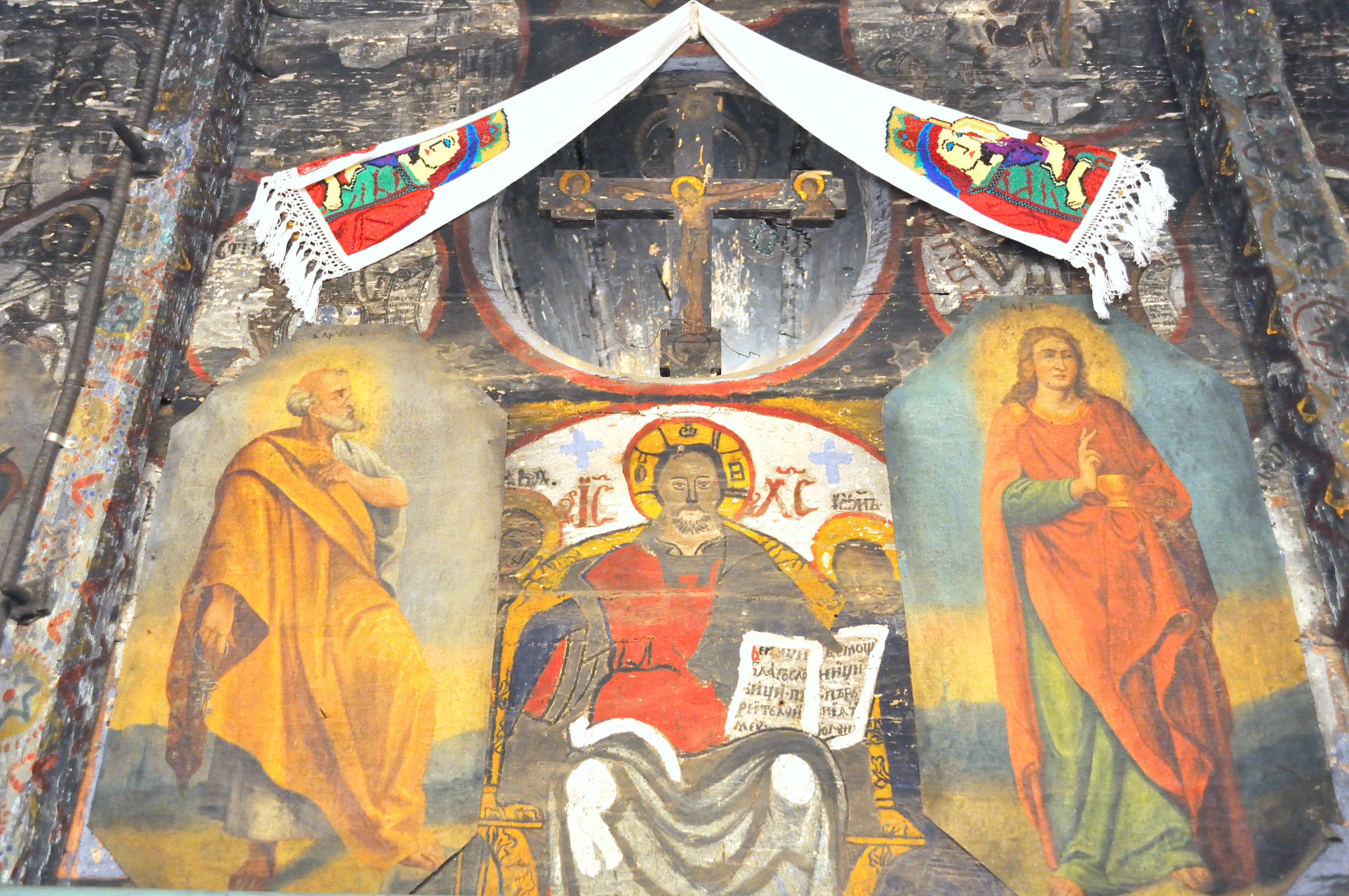
Kimpur, templombelső
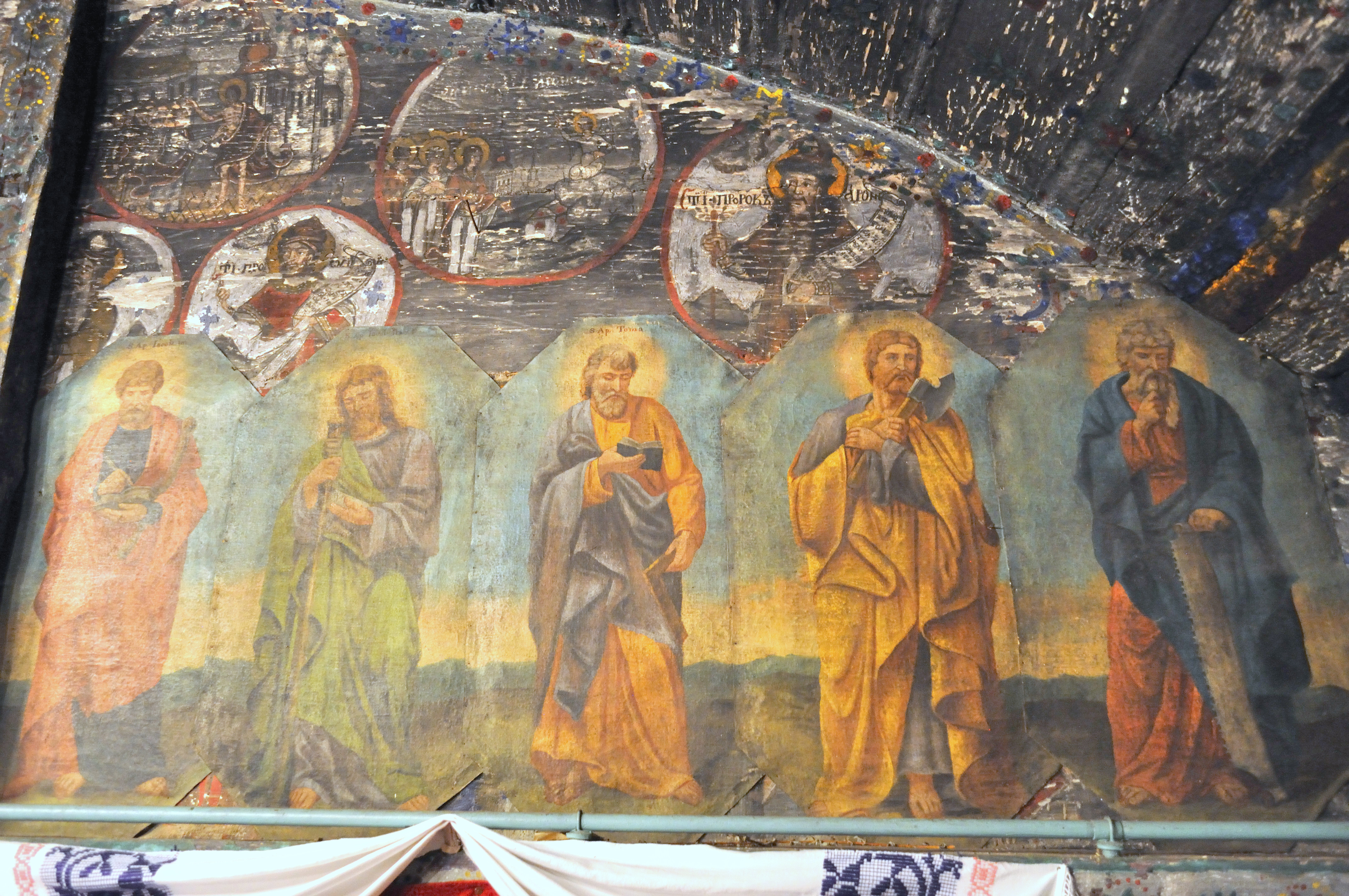
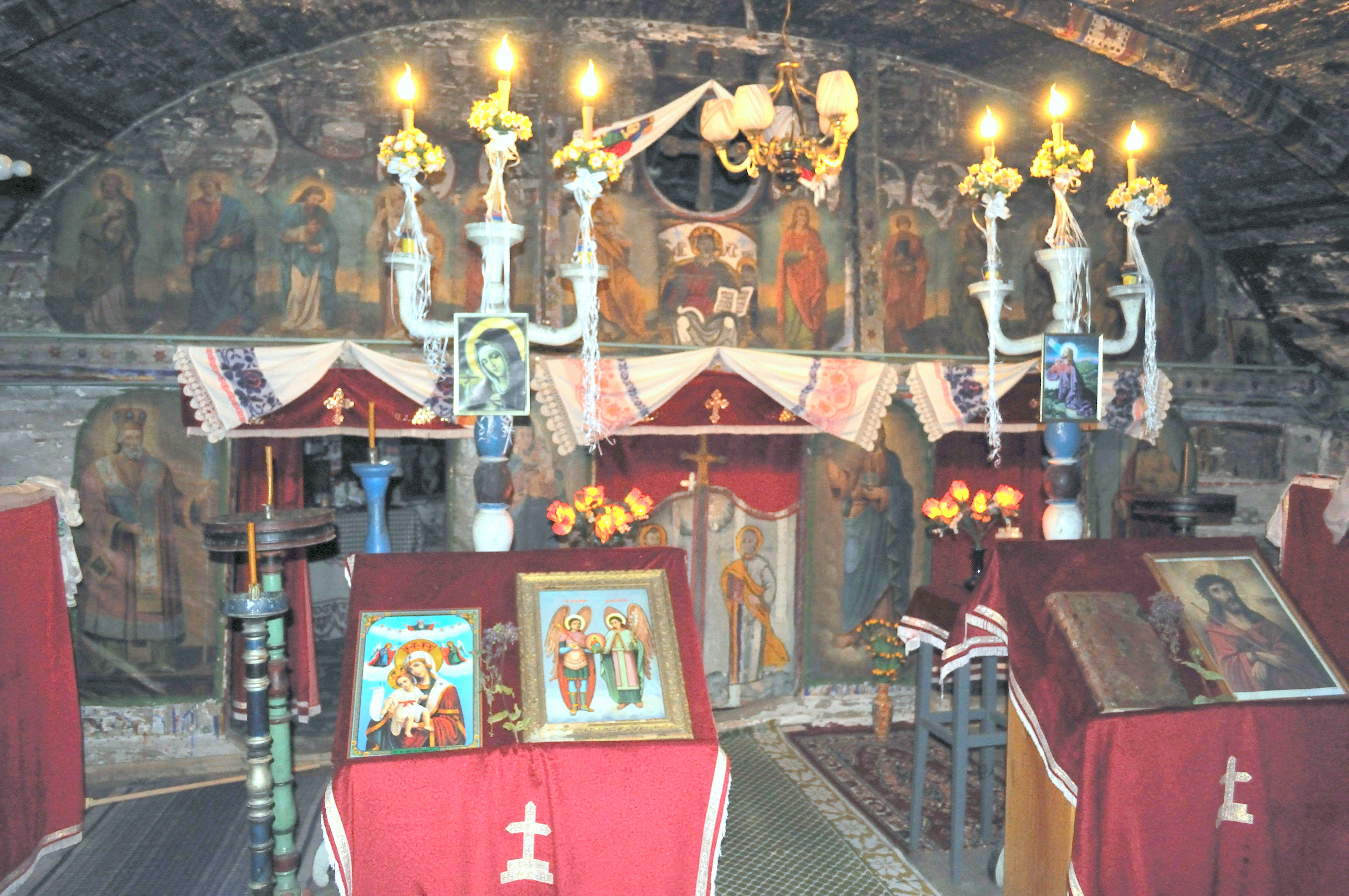
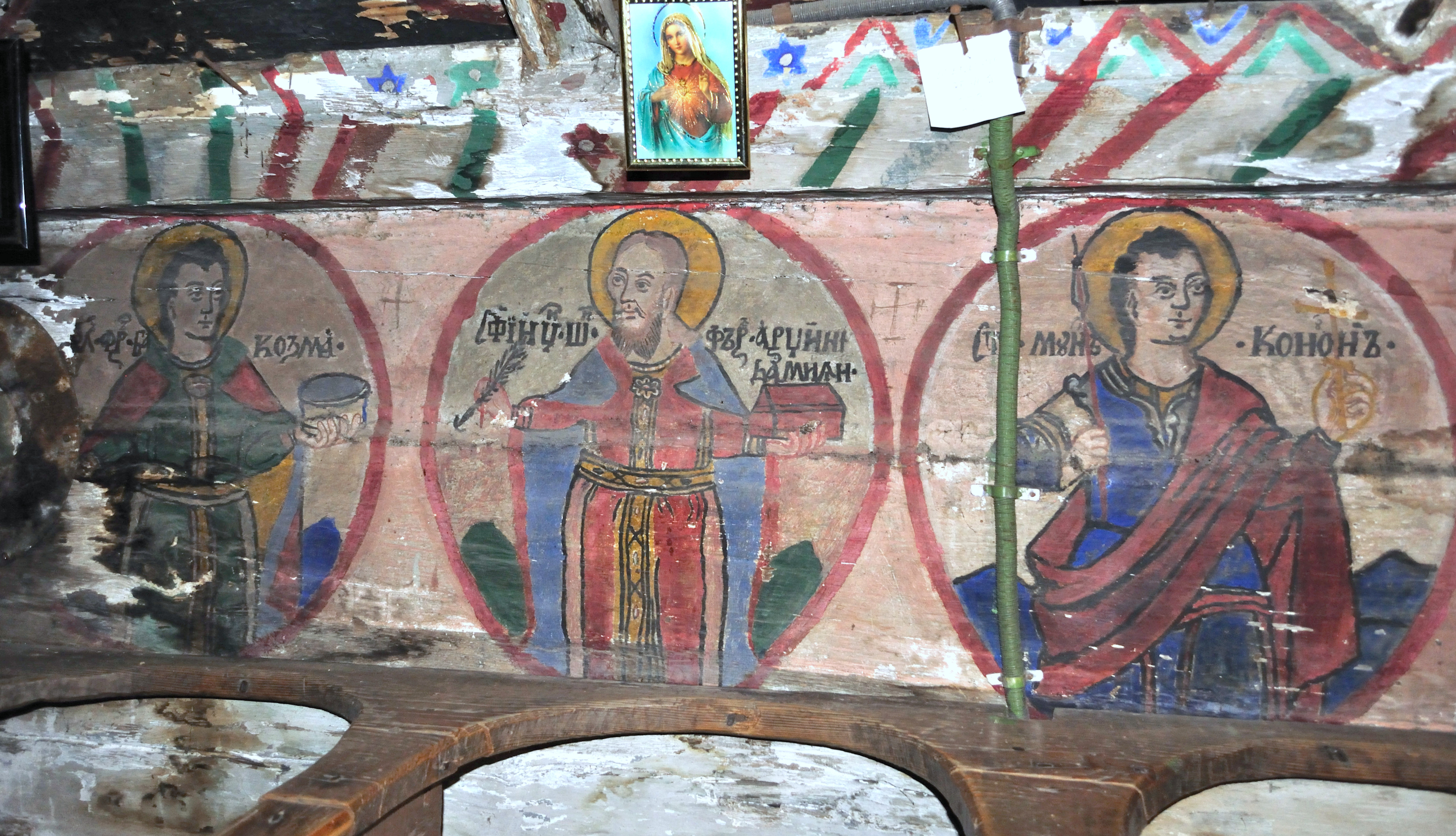
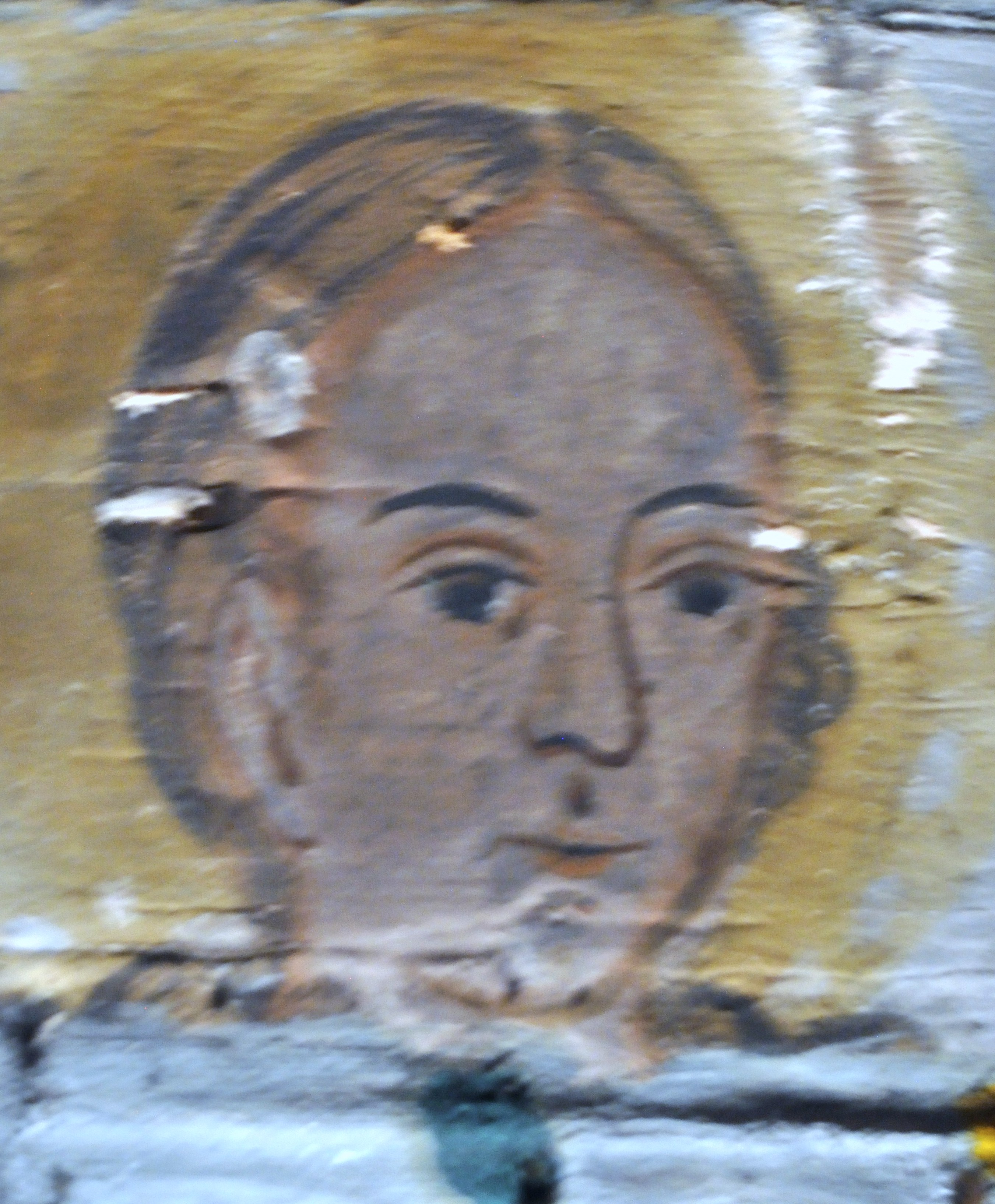
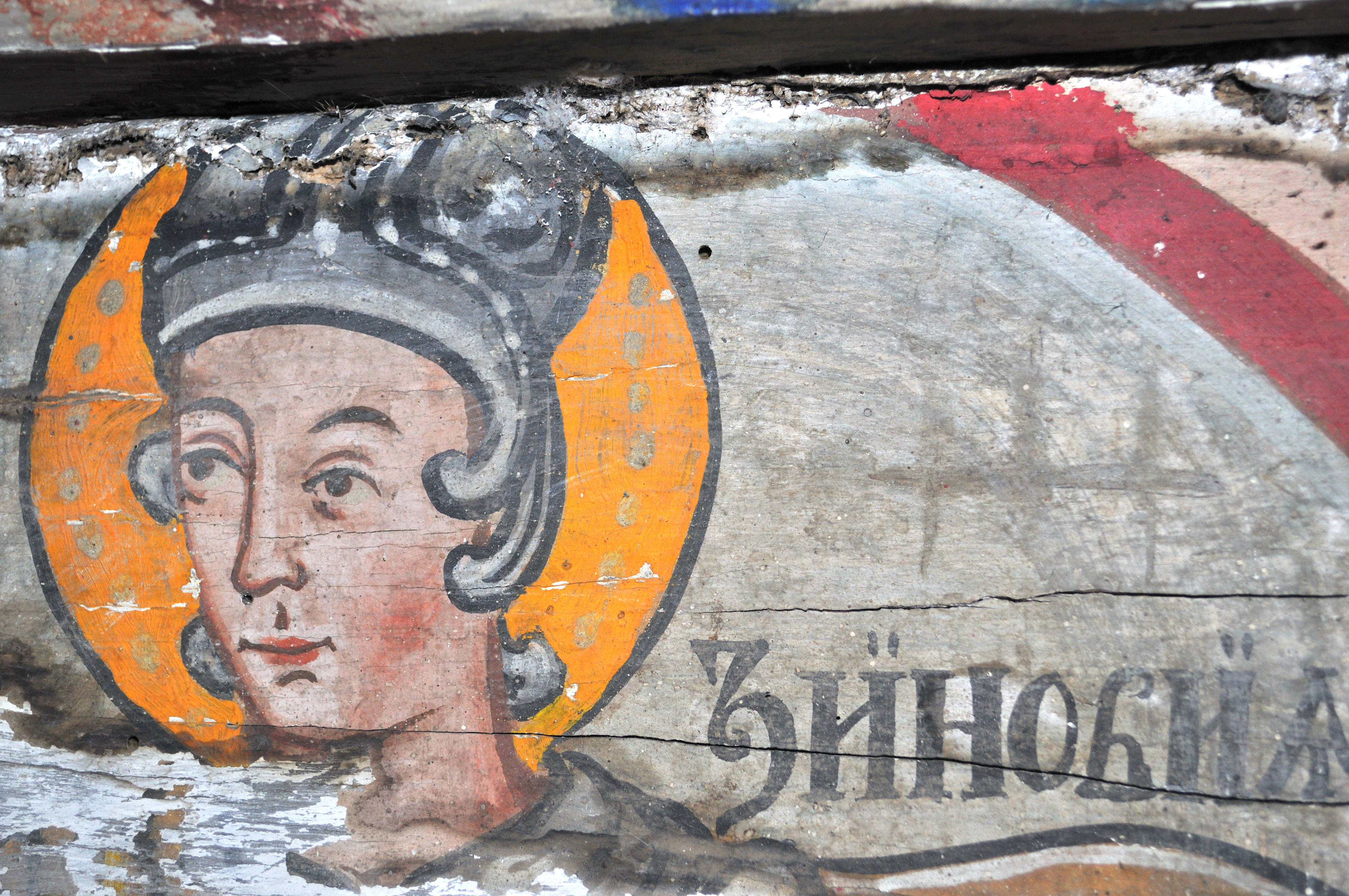
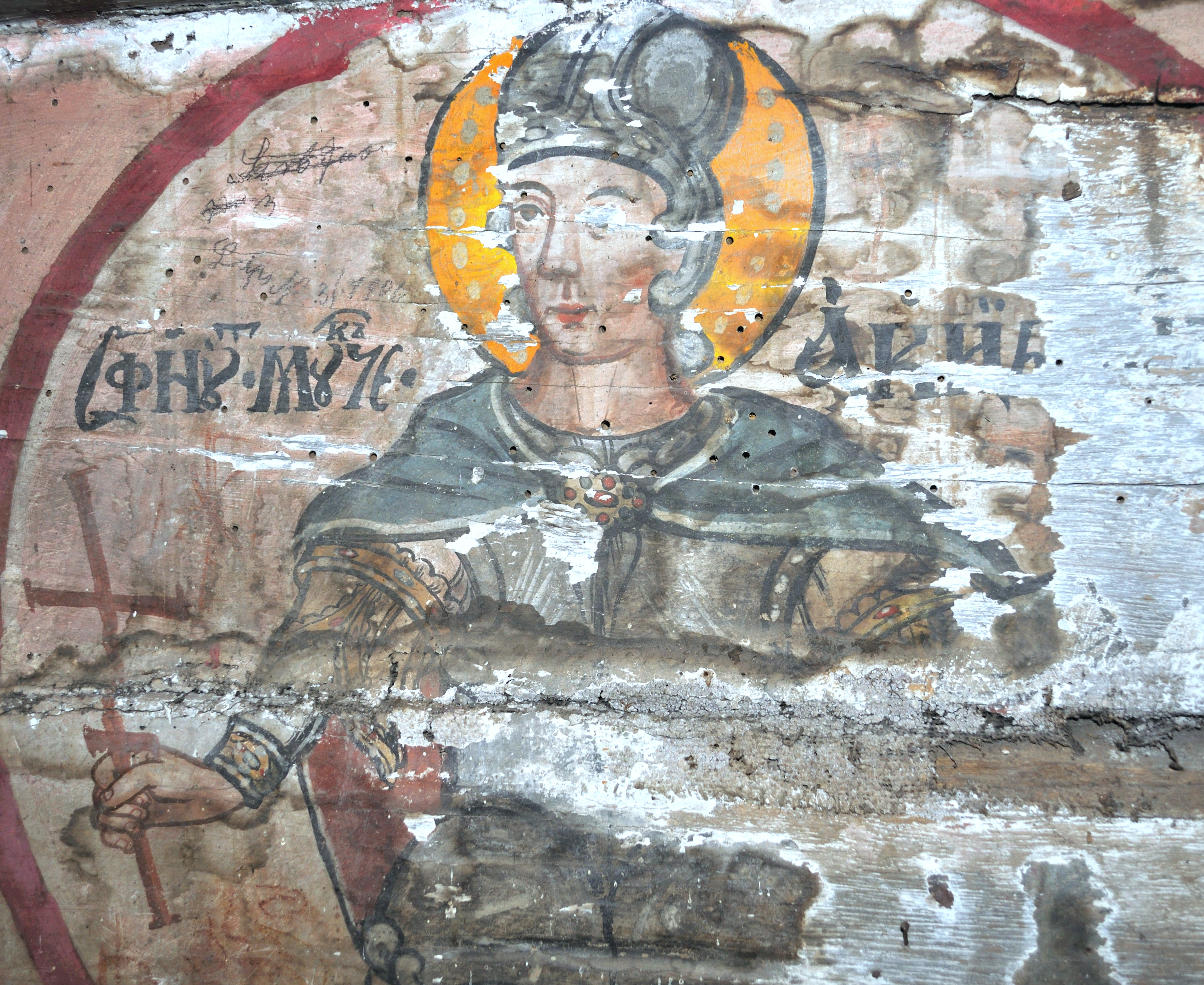